# Giuliana Chiara Filippi
Giuliana Chiara Filippi (16 settembre 2005) è un'atleta paralimpica italiana specializzata nei 100 metri piani e nel salto in lungo e classificata T64.

## Record nazionali
- 60 metri piani T64: 8"46 (i) ( Ancona, 26 gennaio 2024)
- 100 metri piani T64: 13"56 ( Jesolo, 23 marzo 2024)
- 200 metri piani T64: 29"00 ( Bolzano, 19 maggio 2024)
- 200 metri piani pista corta T64: 29"97 (i) ( Ancona, 21 gennaio 2024)
- Salto in lungo T64: 5,28 m ( Parigi, 14 giugno 2024)

## Biografia
Nata con un'amelìa del piede destro, inizia a praticare l'atletica leggera durante le scuole medie, gareggiando con una protesi sotto il ginocchio. Nel 2023 fa il suo esordio nella nazionale maggiore, partecipando ai campionati mondiali paralimpici di Parigi, dove raggiunge l'ottava posizione in classifica nei 100 metri piani T64 e il nono posto nel salto in lungo T64.
Nel 2024, dopo aver fatto registrare il record italiano nei 60 metri piani, 100 metri piani, 200 metri piani (su pista standard e su pista corta) e nel salto in lungo, prenderà parte alle gare dei 100 metri piani e del salto in lungo T64 ai Giochi paralimpici di Parigi, dove sarà l'atleta più giovane della delegazione italiana.

## Palmarès
| Anno | Manifestazione                  | Sede   | Evento             | Risultato | Prestazione | Note  |
| ---- | ------------------------------- | ------ | ------------------ | --------- | ----------- | ----- |
| 2023 | Campionati mondiali paralimpici | Parigi | 100 m piani T64    | 8ª        | 14"14       | [ 1 ] |
| 2023 | Campionati mondiali paralimpici | Parigi | Salto in lungo T64 | 9ª        | 4,01 m      | [ 2 ] |